# Leiderschapsrangen van de Sturmabteilung
Leiderschapsrangen van de Sturmabteilung was het geheel aan titels en rangen, toebedeeld aan de  commandanten van de Sturmabteilung (SA) in de Duitse nazi partij tussen 1920 en 1945.
De naam van de opperbevelhebber van de gehele SA was Oberster SA-Führer – een titulaire positie – terwijl de dagelijkse leiding in handen van de Chef de Stabes of kortweg Stabchef  (stafchef) was.

## Oberste SA-Führer
- Emil Maurice (1920–1921)
- Hans Ulrich Klintzsch (1921–1923)
- Hermann Göring (1923)
- Geen (1923–1925) SA verboden

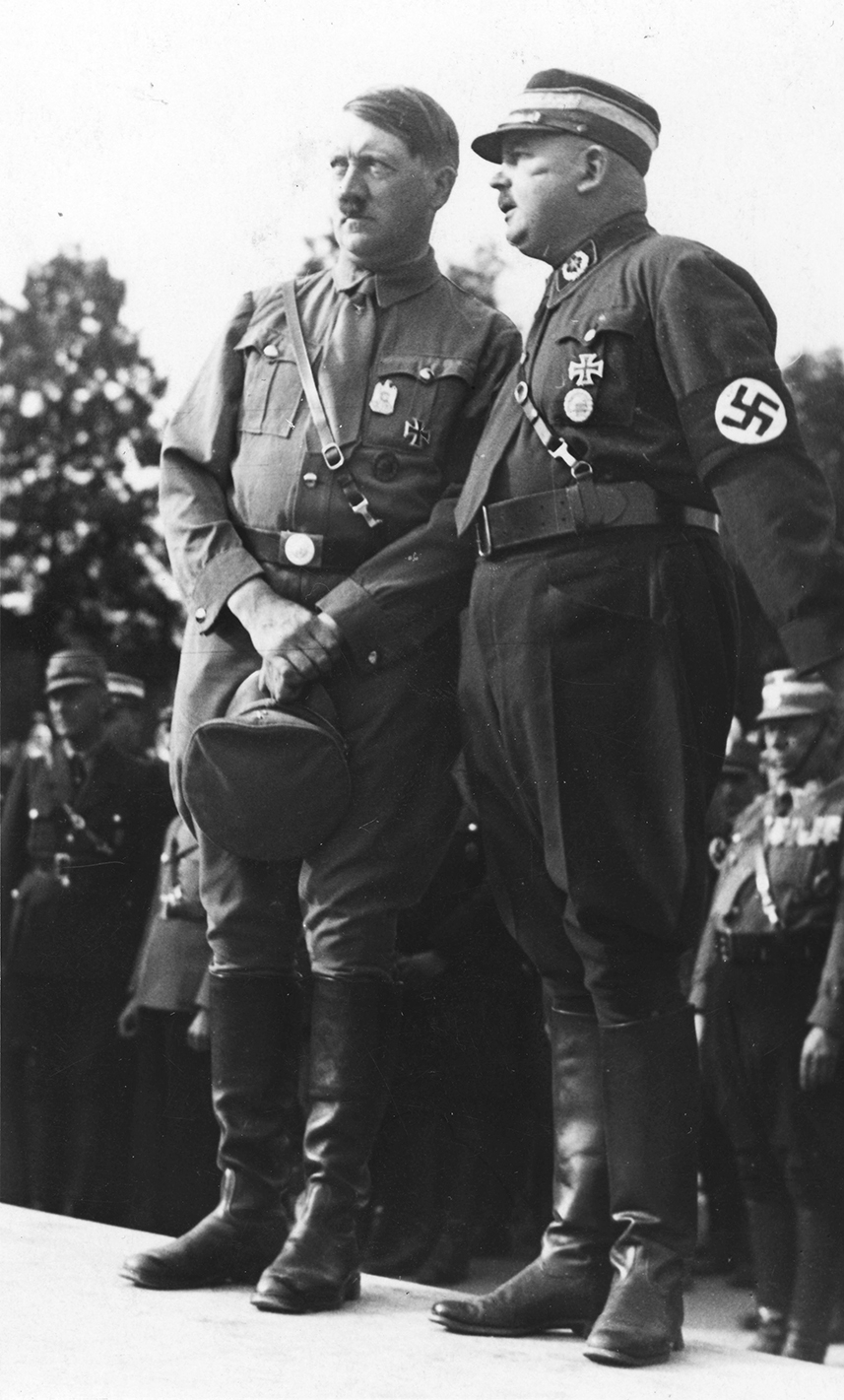
Röhm met Hitler, augustus 1933

- Franz Pfeffer von Salomon (1926–1930)
- Adolf Hitler (1930–1945)[1]

Hitler nam in 1930 het bevel over van de SA om zo de loyaliteit te kunnen centraliseren. Hij bleef de Oberster SA-Führer gedurende het verdere bestaan van de SA. Ernst Röhm die de rang van Stabschef had, werd na 1931 aanvaard als de commandant van de SA. De Oberster SA-Führer had geen specifiek uniforminsigne; het was een paramilitaire titel die op verschillende manieren kon worden aangeduid. Zo droeg Göring een gedetailleerd uniform met een hakenkruis-armband vergezeld van witte dienststrepen, terwijl Maurice en Hitler een simpel bruin nazi-stormtroepershirt zonder insignes droegen toen zij Oberster SA-Führer waren.

## Stabschef

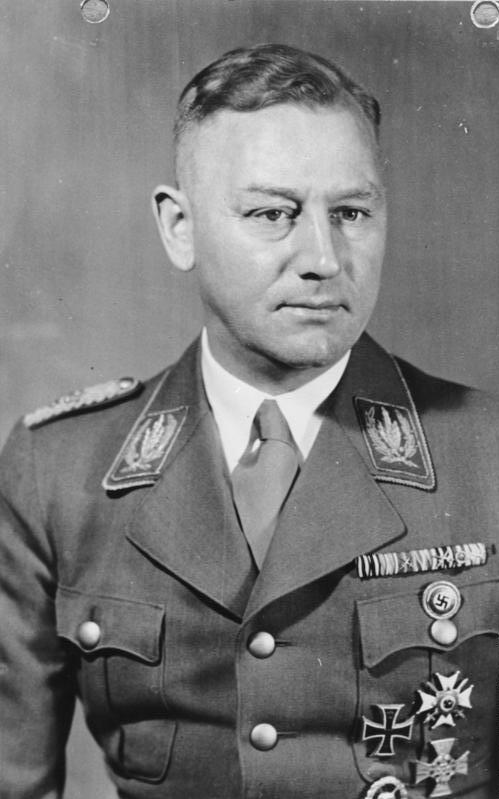
Viktor Lutze als Stabschef van de Sturmabteilung.

Na de creatie van de rang van Stabschef in 1929, werd deze beschouwd als de feitelijke leider van de SA.
- Otto Wagener (1929–1931)
- Ernst Röhm (1931–1934)
- Viktor Lutze (1934–1943)
- Wilhelm Schepmann (1943–1945)[1]

Wagener droeg de titel van Stabschef die met die rang gecreëerd was door Ernst Röhm. Lutze volgde Röhm op nadat Röhm vermoord was, en Schepmann volgde Lutze op nadat laatstgenoemde bij een verkeersongeval om het leven was gekomen.
Het eerste insigne voor Stabschef (stafchef) was een krans van eikenloof, gedragen op de kraag van het stormtroeper-uniform. Op foto's is te zien dat Röhm zo’n insigne droeg in zijn begindagen als Stabschef.  Foto’s uit 1931 laten zien dat Röhm achtereenvolgens een twee- en driebladsinsigne droeg. Na 1933 bestond het insigne voor Stabschef uit ”gekruiste speren” omkranst door een halve cirkel van eikenloof. Dit insigne was persoonlijk ontworpen door Röhm, en was gebaseerd op een insigne van een Boliviaanse generaal (Röhm had eind 1920 als Duits militaire adviseur in Bolivia gediend).
Na de moord op Röhm tijdens de Nacht van de Lange Messen in 1934, veranderde zijn opvolger Lutze het insigne in een patroon identiek aan dat van Reichsführer-SS, maar dan omkranst met eikenloof. Dit bleef het gebruikte insigne tot het einde van de oorlog en daarmee het einde van de Sturmabteilung in 1945.